# C4H8N2O
化学式C4H8N2O（摩尔质量：100.12 g/mol）可以指：
- N-亚硝基吡咯烷，CAS号：930-55-2
- 鹿花菌素（英语：Gyromitrin），CAS号：16568-02-8
- 哌嗪酮，CAS号：5625-67-2
- 四氢嘧啶-2(1H)-酮（1,3-亚丙基脲），CAS号：1852-17-1
- 烯丙基脲，CAS号：557-11-9
- 1-甲基-2-咪唑啉酮，CAS号：694-32-6
- 环丙基甲酰肼，CAS号：6952-93-8

|  | 这个同类索引页列出了具有相同分子式的化学物（即同分異構體）条目。 除非您是有意链接至本页，否则应将相应条目的内部链接指向正确的条目。 |